# Pierre Thévenaz (Philosoph)

Pierre Thévenaz (1948)

Pierre Thévenaz (* 5. April 1913 in Neuenburg NE; † 18. August 1955 in Lausanne; heimatberechtigt in Bullet VD und in Neuenburg) war ein Schweizer Philosoph und Hochschullehrer.

## Leben
Pierre Thévenaz war Sohn des Historikers und Neuenburger Staatsarchivars Louis Thévenaz. 1943 heiratete er die Lehrerin und promovierte Romanistin Cornélia, geborene Schmalenbach (1918–1999), älteste Tochter des Herman Schmalenbach. Das Paar hatte drei Söhne. Thévenaz absolvierte ein geisteswissenschaftliches Studium, zunächst von 1931 bis 1934 in Neuenburg, anschliessend bis 1935 in Basel und bis 1936 in Paris. 1938 schloss er sein Doktorat in Neuenburg ab. Von 1938 bis 1941 unterstützte die Fondation Lucerna seine Arbeit in Basel mit einem Stipendiat. Von 1941 bis 1946 war er Gymnasiallehrer in Neuenburg.

## Schaffen
Thévenaz begann seine akademische Karriere als Vertreter in Philosophie an der Universität Lausanne von 1941 bis 1942. Von 1942 bis 1946 war er Privatdozent für Philosophie an der Universität Neuenburg. Es folgten ordentliche Professuren, zunächst für Philosophie und Pädagogik an der ETH Zürich von 1946 bis 1948 und schliesslich für Philosophie an der Universität Lausanne von 1948 bis 1955.
Abseits der Hochschulen war Thévenaz von 1942 bis 1955 als Mitglied der Schweizerischen Philosophischen Gesellschaft tätig. Zudem gründete er 1943 die philosophische Zeitschrift Etre et Penser und leitete sie bis 1955. Ferner war er von 1948 bis 1955 Mitarbeiter der Revue de théologie et de philosophie. Sein durch Karl Barth und Paul Ricoeur beeinflusstes Denken ist von der Phänomenologie, der Religionsphilosophie und der reflexiven Analyse geprägt.
Der Nachlass von Pierre Thévenaz befindet sich an der Kantons- und Universitätsbibliothek Lausanne.

## Werke
- La Condition de la Raison Philosophique. La Baconnière, Neuchâtel 1960.
- Qu’est-ce que la Phénoménologie? Partie I, La Phénoménologie de Husserl. In: Revue de Théologie et de Philosophie. Band 2, 1952, S. 9–30 (PDF; 12 MB).
- Qu’est-ce que la Phénoménologie? Partie II, La Phénoménologie de Heidegger. In: Revue de Théologie et de Philosophie. Band 2, 1952, S. 126–140 (PDF; 8.1 MB).
- Qu’est-ce que la Phénoménologie? Partie III, La Phénoménologie de Sartre. In: Revue de Théologie et de Philosophie. Band 2, 1952, S. 294–316 (PDF; 12.4 MB).